# Nationaal natuurreservaat van Romelaëre
Het Natuurreservaat van Romelaëre (Frans: Réserve naturelle nationale des Étangs du Romelaëre) is een natuurreservaat dat is gelegen ten zuiden van de plaats Nieuwerleet (Nieurlet) in het Franse Noorderdepartement. Het heeft een oppervlakte van 108 ha.
Het is een veenplassengebied welke deels door vervening is ontstaan. Ook zijn er vochtige weilanden.

## Flora en fauna
Het natuurgebied kenmerkt zich door een grote rijkdom aan planten- en vogelsoorten. Is sprake van de aanwezigheid van 250 plantensoorten, 200 vogelsoorten, 17 vissoorten. Daarnaast leven er diverse amfibieënsoorten. Tot de zeldzaamste plantensoorten behoren onder andere: zwanenbloem, rietorchis, moerasweegbree, moeraslathyrus, paddenrus, moerasvaren, groot blaasjeskruid en gewone addertong.
In het gebied zijn wandelingen uitgezet.

## Fotogalerij

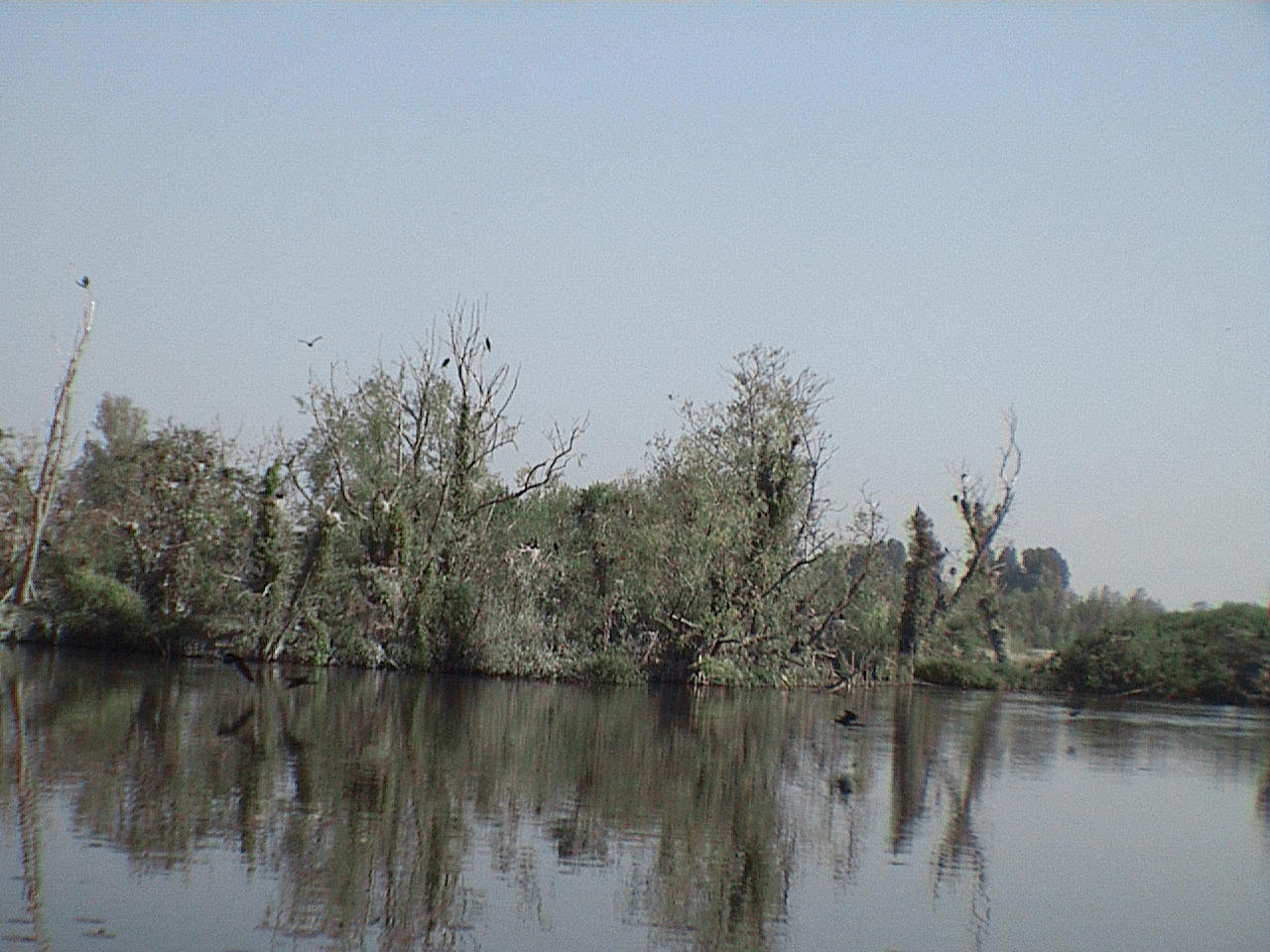
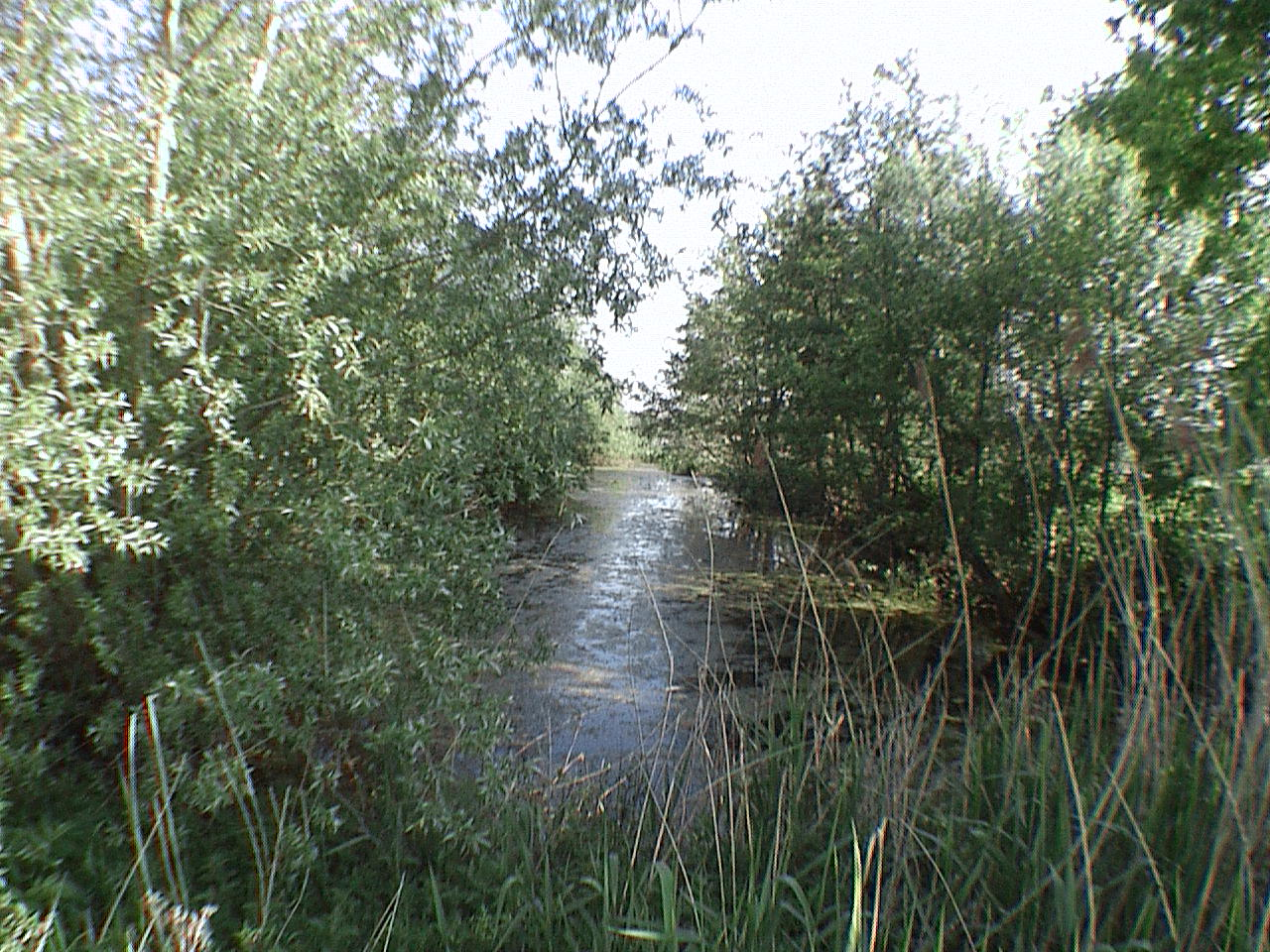
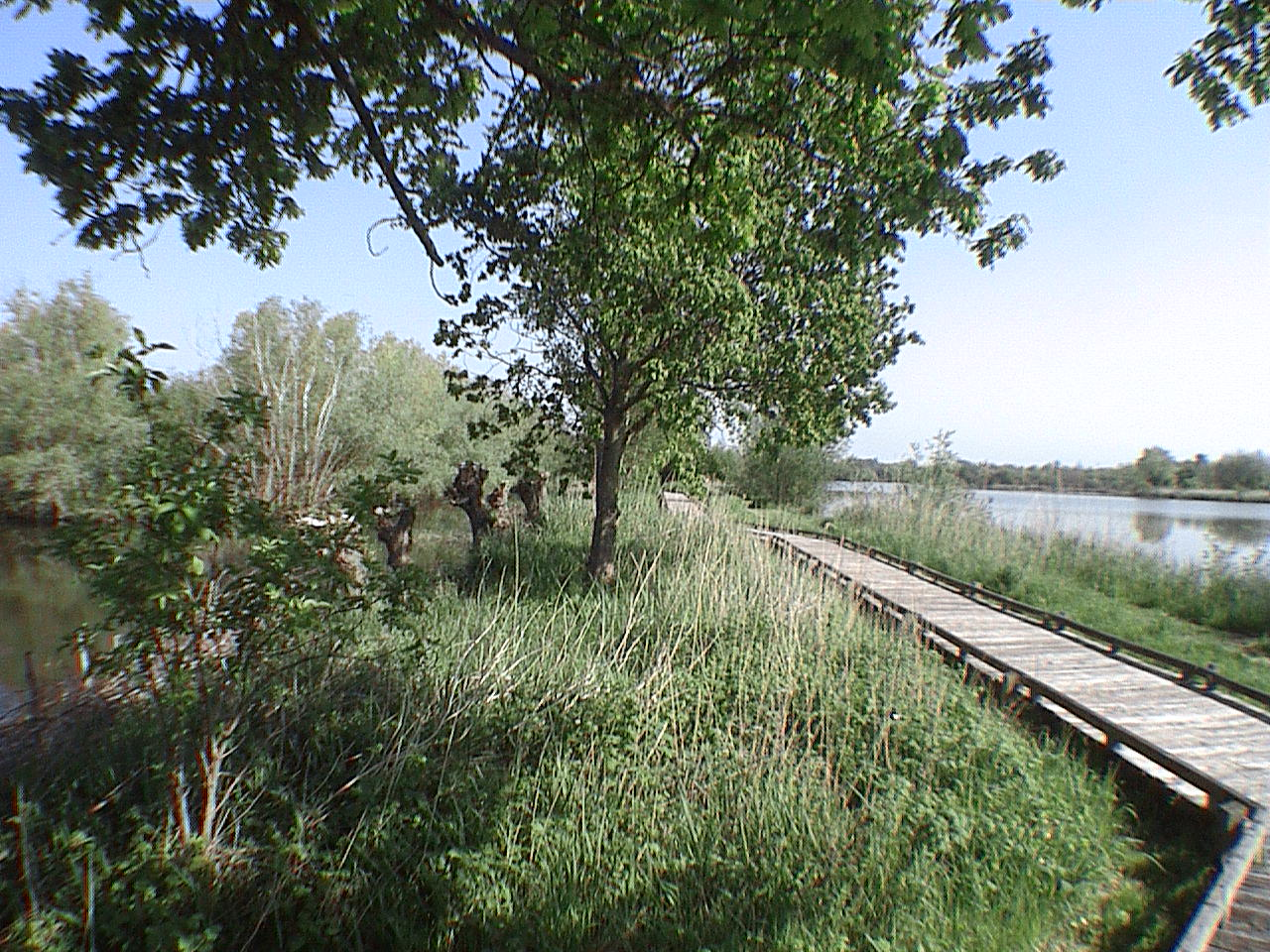
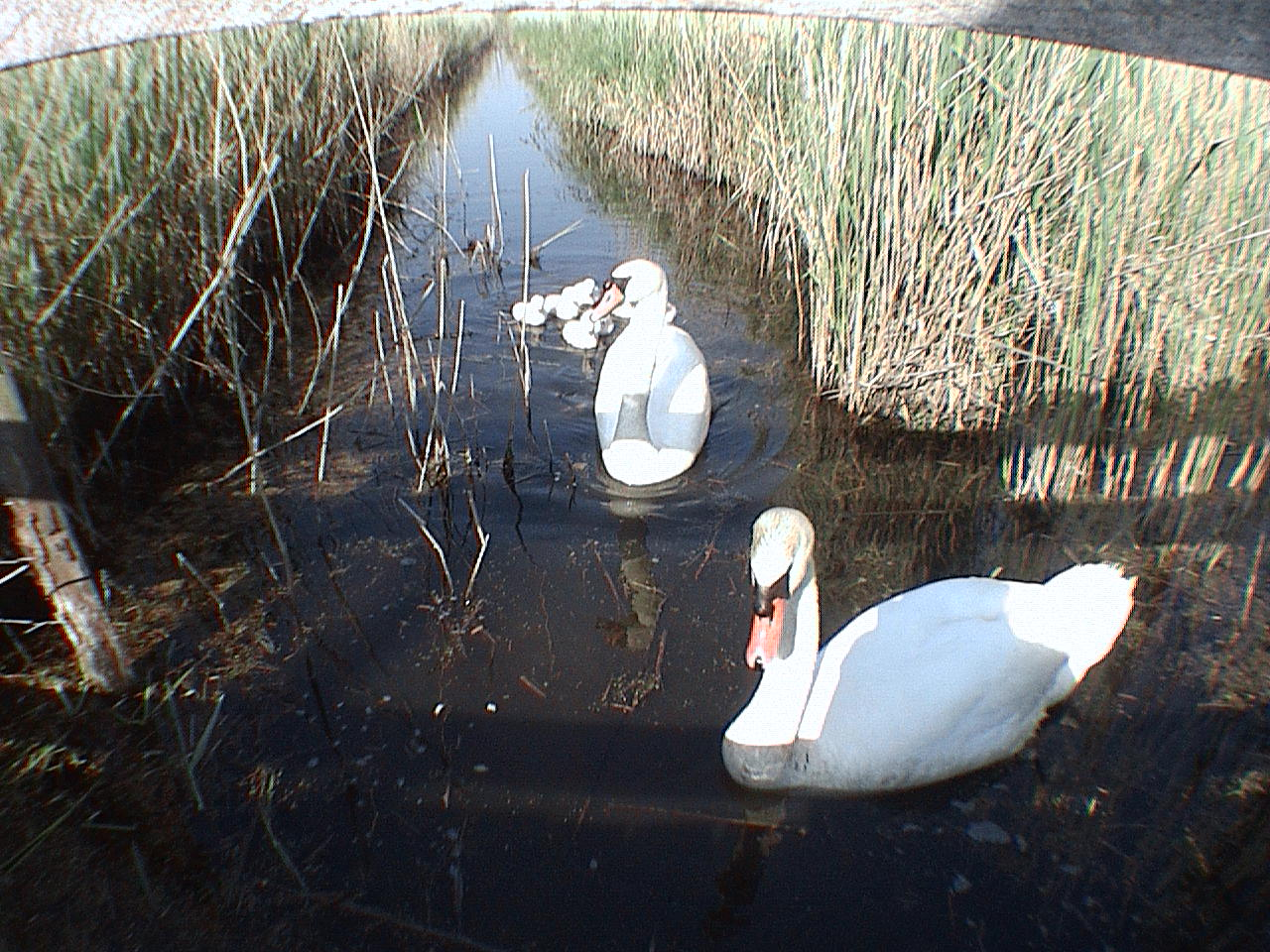
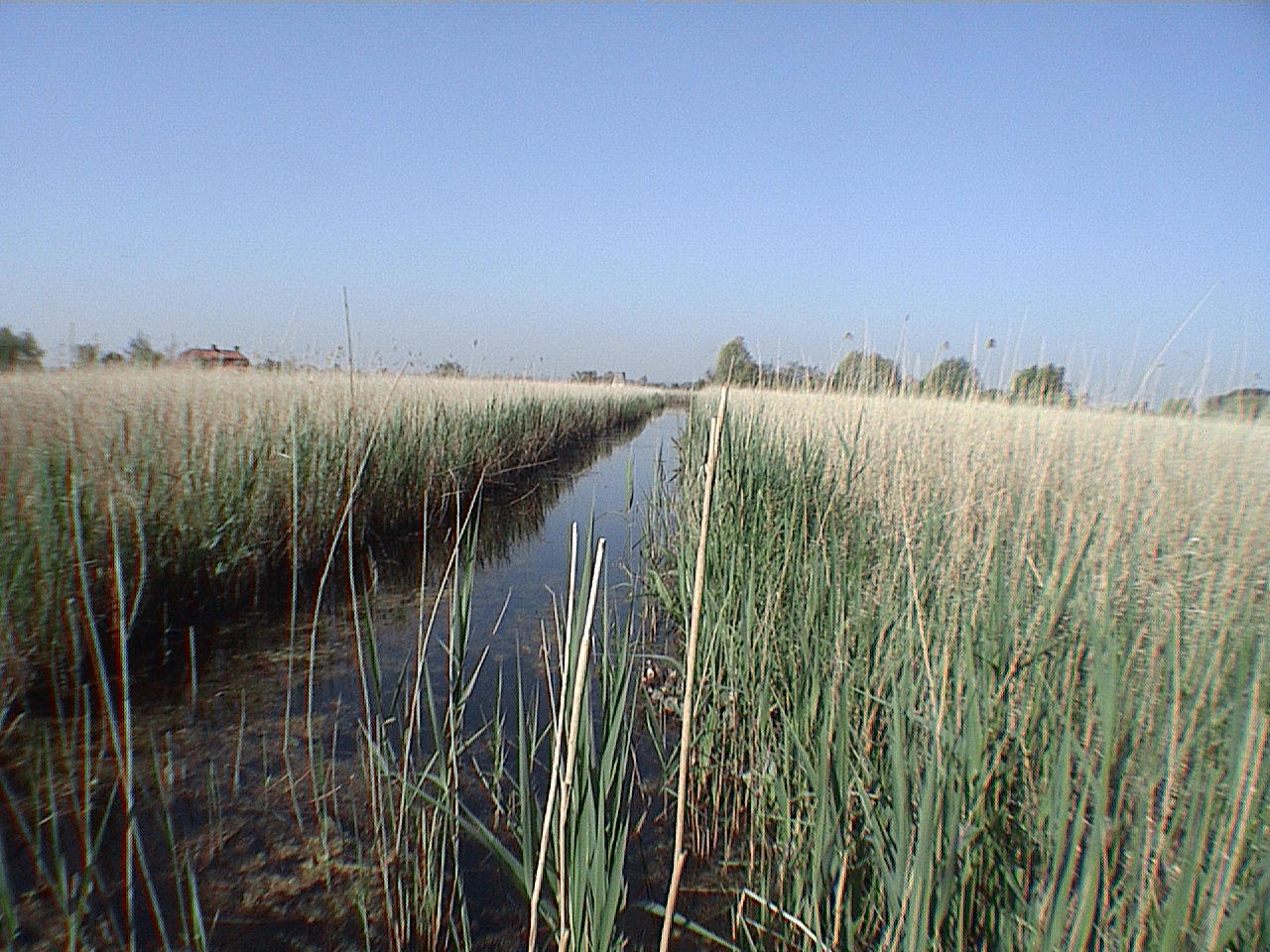
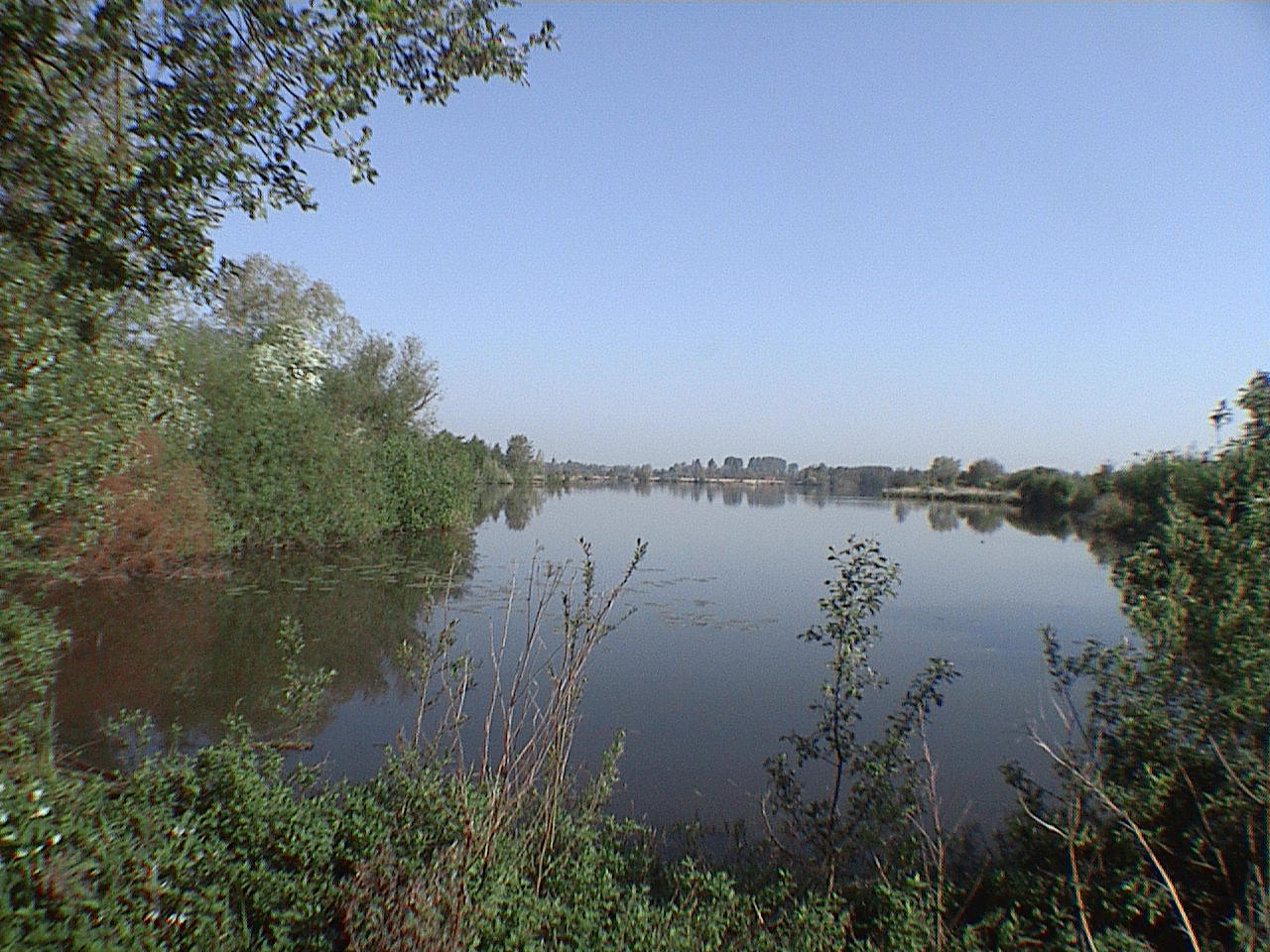